# L'Horrible Langue allemande
L'Horrible Langue allemande (titre original : The Awful German Language) est un essai de 1880 de Mark Twain publié en annexe D dans A Tramp Abroad. L'essai est une exploration humoristique des frustrations qu'un locuteur natif de l'anglais éprouve à apprendre l'allemand comme deuxième langue.

## Contexte
Twain a fait sa première tentative infructueuse d'apprendre l'allemand en 1850 à l'âge de quinze ans. Il a repris ses études 28 ans plus tard en vue d'un voyage en Europe. À son arrivée en Allemagne, le fruit de cette récente bourse fut attesté par les conseils d'un ami : « Parlez en allemand, Marc. Certaines de ces personnes comprennent peut-être l'anglais. » Pendant ce séjour de 1878 en Allemagne, Twain eut un rêve dans lequel, selon son carnet, « tous les mauvais étrangers allaient au paradis allemand - ne pouvaient pas parler et regrettaient de ne pas être allés dans un autre endroit. »
The Awful German Language a été publié dans le deuxième volume de A Tramp Abroad, 1880, en annexe D. Gunnar Magnusson décrit l'ouvrage comme « l'essai philologique le plus célèbre de Twain ».
Le 31 octobre 1897, Twain prononça une conférence intitulée Die Schrecken der deutschen Sprache (Les Horreurs de la langue allemande en français) au Concordia Festkneipe de Vienne (le Club de la Presse de Vienne). Durant le XXe siècle, Twain a continué à donner des conférences sur les langues.

## Résumé

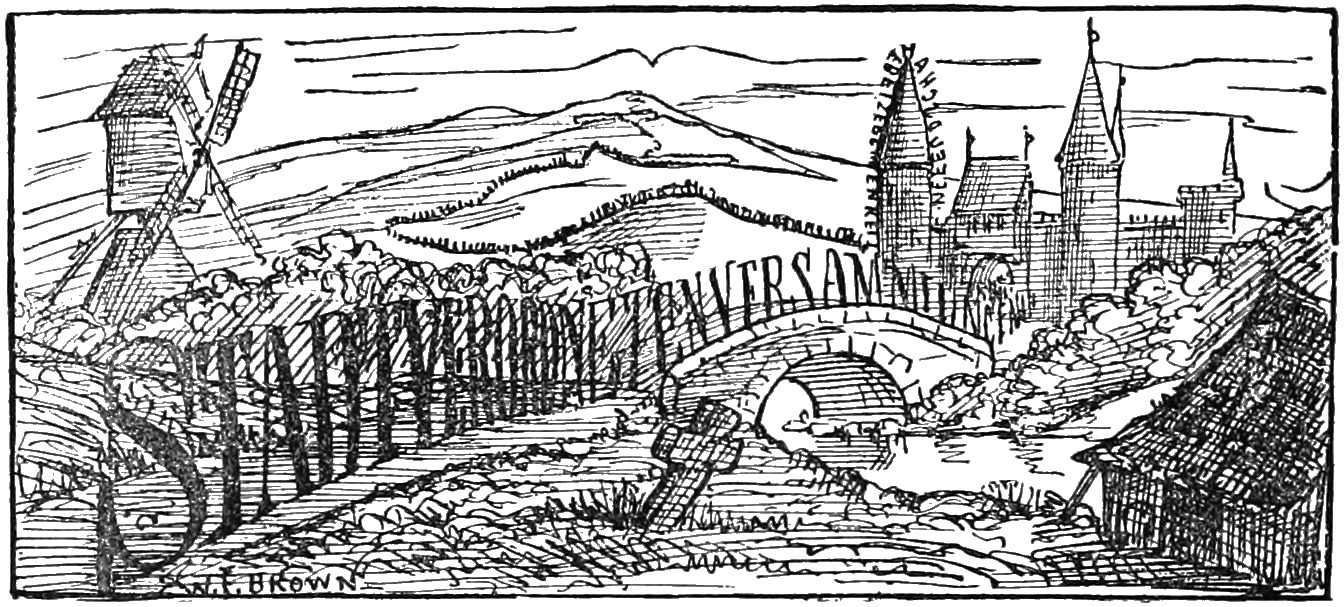
Un mot complet. Illustration de L'Horrible Langue allemande dans A Tramp Abroad.

Twain décrit son exaspération avec la grammaire allemande dans une série de huit exemples humoristiques qui incluent des verbes séparables, la déclinaison des adjectifs et des mots composés. Il se concentre, comme le titre l'indique, sur la langue allemande, mais Twain traite également de l'anglais pour comparer les deux langues. Cela permet une analyse du poids linguistique attribué à divers aspects typologiques et stylistiques, qui tournent autour de la différence entre une langue analytique comme l'anglais et une langue synthétique comme l'allemand, qui possède aussi certaines caractéristiques analytiques. Twain met l'accent sur ces changements par la traduction interlinéaire, un genre de traduction qui tente de préserver la langue d'origine sans contexte et de manière littérale, et cette méthode met l'accent sur la mécanique de la langue traduite.

### Critique de la morphologie
La langue allemande contient un système complexe d'inflexion qui peut frustrer les apprenants comme le décrit Twain : 

« Il n'y a certainement pas d'autre langue qui soit si laxiste et sans système, et aussi glissante et difficile à saisir. On y est lessivé et on reste impuissant ; et quand enfin on pense avoir saisi une règle qui offre un terrain solide pour se reposer au milieu de la rage et de l'agitation générale des dix parties du discours, on tourne la page et on lit : « Que l'élève prenne soigneusement note des exceptions suivantes. » On baisse les yeux et on constate qu'il y a plus d'exceptions à la règle que d'exemples de celle-ci. »

 Les inflexions dans la langue sont utilisées pour représenter à la fois la syntaxe et la sémantique, et la fonction est attribuée de manière difficile à comprendre, ce qui se combine avec l'affirmation de Twain selon laquelle les exceptions sont plutôt courantes dans la langue allemande. Une partie de cela découle de l'ordre des mots de la langue, ainsi que du genre, du nombre et d'autres aspects linguistiques, liés à la morphologie des mots simples.

### Critique liée au genre
L'un des points forts du texte est le genre linguistique allemand. Twain joue avec les différences de genre naturel ou sexuel et de genre linguistique ou grammatical en soulignant que l'allemand pour « jeune fille » (Mädchen) est grammaticalement neutre, contrairement à de nombreux articles sans sexe comme les navets : 

« Chaque nom a un genre, et il n'y a aucun sens ou système de distribution ; le genre de chacun doit donc être appris séparément et par cœur. Il n'y a pas d'autre moyen. Pour ce faire, il faut avoir une mémoire comme un mémorandum. En allemand, une jeune femme n'a pas de sexe, alors qu'un navet en a. Pensez à la révérence exagérée portée au navet, et à quel manque de respect insensé pour les jeunes femmes. »

 Le problème avec le genre linguistique est qu'il semble avoir un sens en théorie, mais fonctionne de manière illogique. La relation réelle entre le genre et le nom n'est pas claire et il est difficile pour un apprenant de l'allemand de relier psychologiquement sa compréhension des mots avec les règles de genre. Pour Twain, il n'y a aucune raison pour que des concepts tels qu'une écaille de poisson aient un genre féminin, mais une femme-poisson, une vraie femme, en manque. Lorsque Twain traduit le Conte de la Poissonnière et son triste destin, il exprime les sentiments de colère qui résultent de sa tentative d'apprendre la langue : 

« C'est un jour sombre. Écoutez la pluie, comment il se déverse, et la grêle, comment il claque ; et voyez la neige, comme il dérive, et oh la boue, comme il est profond ! Ah la pauvre Poissonnière, elle est coincée dans la Bourbe ; il a laissé tomber son panier de poissons ; et ses mains ont été coupées par les écailles alors qu'il s'emparait de certaines des créatures tombantes ; et une écaille est même entrée dans son œil. Et ça ne peut pas la faire sortir. Il ouvre sa bouche pour appeler au secours ; mais si un bruit sort de lui, hélas il est noyé par la rage de la tempête. »

 Ces particularités grammaticales ne sont pas spécifiques à l'allemand, mais, comme l'observe le linguiste Guy Deutscher, il se trouvait simplement que c'était la langue que Twain apprenait au moment où il rédigeait son ouvrage. De nombreuses autres langues contiennent tout ou partie des particularités dont Twain se moque, notamment le français, le russe et le latin.